# FIFA

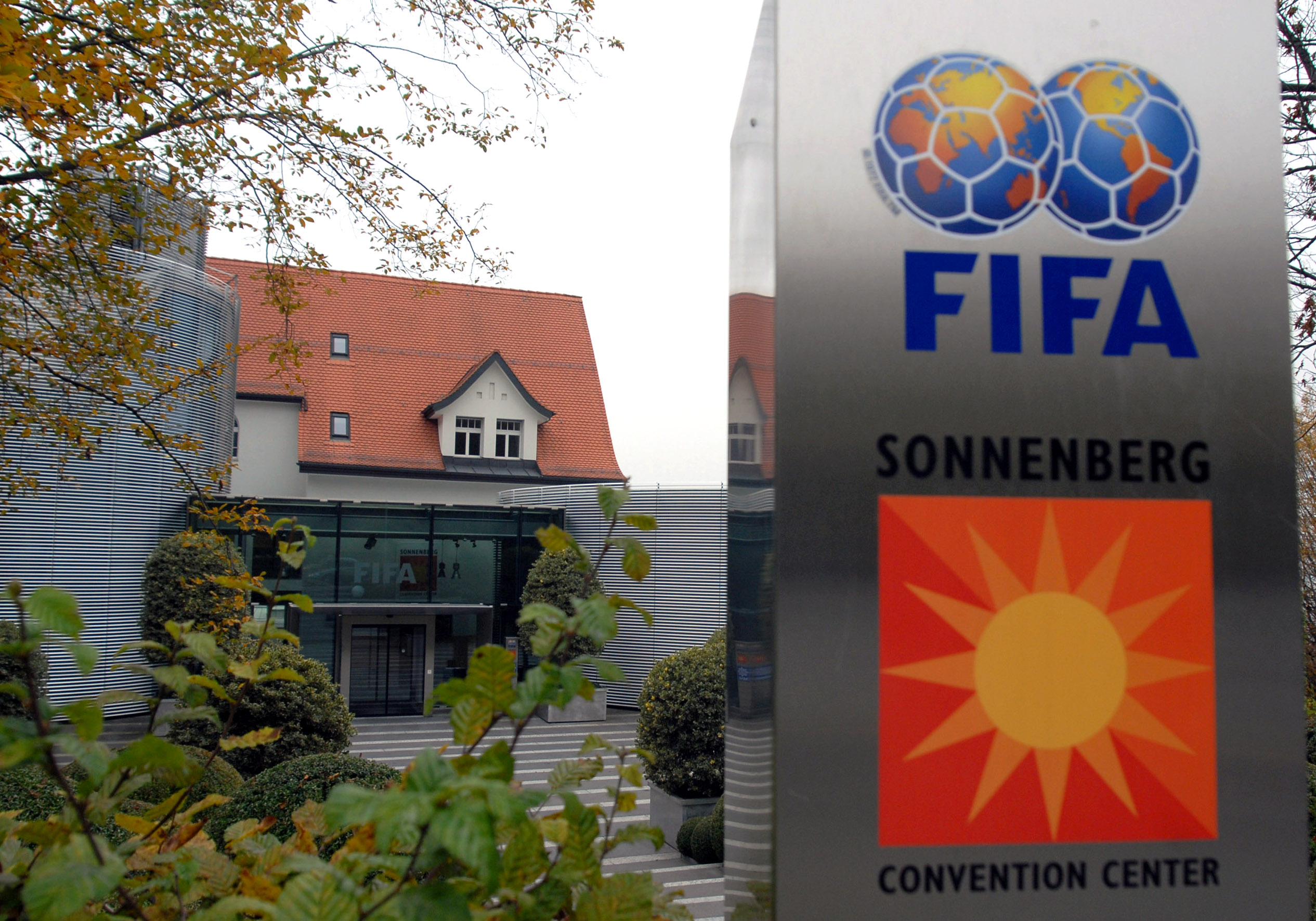
Sídlo FIFA

Mezinárodní federace fotbalových asociací (francouzsky Fédération Internationale de Football Association – zkráceně FIFA) je hlavní řídící organizace světového fotbalu, futsalu a plážového fotbalu. Její sídlo se nachází ve švýcarském Curychu a jejím prezidentem je Gianni Infantino. Mezi její hlavní náplně patří pořádání mistrovství světa, jehož první ročník se konal v roce 1930.
FIFA má 209 členských asociací, což je o čtyři více než Mezinárodní olympijský výbor a o tři méně než Mezinárodní asociace atletických federací. Ne všichni členové jsou suverénními státy.
V roce 2024 byly oznámeny přípravy přesunu sídla FIFA z Curychu do jiné lokality.

## Historie
S růstem popularity fotbalu i v mezinárodním měřítku se na začátku 20. století objevila potřeba existence organizace, která by sdružovala jednotlivé národní svazy. FIFA byla založena 21. května 1904 v Paříži. Na založení se podílely národní asociace Belgie, Dánska, Francie, Nizozemska, Španělska (které bylo v té době reprezentováno Madridským fotbalovým klubem; Španělská federace vznikla až 9 let po založení FIFA - roku 1913), Švédska a Švýcarska. Ve stejný den deklarovala Německá fotbalová asociace skrze telegram svůj zájem o přijetí za člena. Prvním prezidentem FIFA se stal Robert Guérin, který byl v roce 1906 nahrazen Danielem Burley Woolfallem. První turnaj, na který měla FIFA přímý vliv byl fotbalový turnaj na olympijských hrách 1908 v Londýně.
Možnost členství ve FIFA i pro mimoevropské státy se aplikovala roku 1908, kdy se připojila Jižní Afrika, roku 1912 Argentina a Chile a roku 1913 Kanada a USA. FIFA byla silně ovlivněna 1. sv. válkou, kdy nebylo jisté, zda federace bude schopná pokračovat ve své práci. Mnoho profesionálních fotbalistů bylo posláno do války, a vzhledem ke sporům mezi různými státy se odehrálo jen minimum mezinárodních zápasů. Po válce se vedení federace ujal Carl Hirschmann, který FIFA zachránil, ale za cenu odstoupení tzv. Domácích národů (Spojeného království), které odmítly soutěžit se svými dosavadními nepřáteli. Domácí národy obnovily své členství ve FIFA později.

### Seznam prezidentů FIFA
| Jméno                        | Občanství | Období    |
| ---------------------------- | --------- | --------- |
| Robert Guérin                | Francie   | 1904—1906 |
| Daniel Burley Woolfall       | Anglie    | 1906—1918 |
| Jules Rimet                  | Francie   | 1921—1954 |
| Rodolphe William Seeldrayers | Belgie    | 1954—1955 |
| Arthur Drewry                | Anglie    | 1955—1961 |
| Stanley Rous                 | Anglie    | 1961—1974 |
| João Havelange               | Brazílie  | 1974—1998 |
| Sepp Blatter (rezignace)     | Švýcarsko | 1998—2015 |
| Gianni Infantino             | Švýcarsko | od 2016   |

## Struktura

Mapa šesti regionálních konfederací.

Vzhledem k tomu, že FIFA sídlí ve švýcarském Curychu, primárně se řídí podle švýcarských zákonů. Nejvyšším orgánem je kongres FIFA, ve kterém má svého zástupce každá z 209 členských asociací. Každá z nich v něm má jeden hlas bez ohledu na velikost nebo fotbalovou sílu. Kongres zasedá jednou ročně a navíc se od roku 1998 konají jednou ročně mimořádná zasedání. Kongres volí prezidenta FIFA, generálního sekretáře a další členy výkonného výboru FIFA. Předsedou výkonného výboru je automaticky prezident. Výkonný výbor má v rukou výkonnou moc v době mezi zasedáními kongresu.
Jednotlivé národní asociace jsou navíc sdruženy do šesti regionálních konfederací podle světadílu. K tomu, aby se národní asociace mohla stát členem FIFA, musí být nejprve členem své regionální konfederace.
    AFC – Asian Football Confederation (Asie)1
    CAF – Confédération Africaine de Football (Afrika)
    CONCACAF – Confederation of North, Central American and Caribbean Association Football (Severní, Střední Amerika a Karibik)2
    CONMEBOL – Confederación Sudamericana de Fútbol (Jižní Amerika)
    OFC – Oceania Football Confederation (Oceánie)
    UEFA – Union of European Football Associations (Evropa)3
1 Austrálie je členem AFC od roku 2006, do té doby byla členem OFC.

2 Guyana, Surinam a Francouzská Guyana jsou členy CONCACAF, ačkoliv leží v Jižní Americe.

3 Vzhledem k ne zcela jasnému vedení hranice mezi Evropou a Asií jsou členy UEFA také státy jako Turecko, Kazachstán, Ázerbájdžán, Gruzie, Arménie a Rusko, které leží větší či menší částí svého území také v Asii a teoreticky by mohly být členy AFC. Navíc Izrael a Kypr leží pouze v Asii, ale s Evropou je pojí historické, kulturní a politické důvody (Izrael a Kazachstán jsou navíc bývalými členy AFC).
Celkem je členem FIFA 209 národních fotbalových asociací a jejich mužských reprezentačních týmů - viz seznam mužských fotbalových reprezentací a seznam kódů zemí podle FIFA a 129 ženských reprezentačních týmů. FIFA má více členů než OSN, protože FIFA uznává 23 území, která nejsou samostatnými státy. Pouze osm suverénních států není členem FIFA, a to Monako, Vatikán, Mikronésie, Marshallovy ostrovy, Kiribati, Tuvalu, Palau a Nauru.
Každý měsíc je vydáván žebříček FIFA, který se sestavuje podle výsledků v mezinárodních turnajích, kvalifikacích na ně a v přátelských zápasech. Ženský žebříček FIFA se sestavuje čtyřikrát ročně. Tento žebříček slouží například pro sestavování losovacích košů.

## Ocenění FIFA
Nejvyšším individuálním oceněním FIFA byl titul FIFA World Player of the Year. Do roku 2003 navrhovali a hodnotili hráče trenéři národních reprezentačních týmů; každý z nich si vybral tři hráče, které ohodnotil 1, 3 a 5 body. Od roku 2004 FIFA omezila libovolný výběr kandidátů zveřejněním 35 nominovaných hráčů. V roce 2010 byla mužská kategorie této trofeje sloučena s cenou Zlatý míč pod názvem Zlatý míč FIFA. Posledním výhercem samostatného ocenění Fotbalisty roku FIFA byl v roce 2009 Lionel Messi. FIFA tuto cenu uděluje samostatně znovu od roku 2016.

## Soutěže pořádané FIFA

### Mužské turnaje
- Mistrovství světa ve fotbale
- Konfederační pohár FIFA
- Mistrovství světa ve fotbale hráčů do 20 let
- Mistrovství světa ve fotbale hráčů do 17 let
- Mistrovství světa ve fotbale klubů
- Blue Stars/FIFA Youth Cup
- Mistrovství světa ve futsalu
- Mistrovství světa v plážovém fotbale

### Ženské turnaje
- Mistrovství světa ve fotbale žen
- Mistrovství světa ve fotbale žen do 20 let
- Mistrovství světa ve fotbale žen do 17 let

## Sponzoři
- Adidas
- Coca-Cola
- Emirates
- Hyundai-Kia Motors
- Sony
- Visa

## Korupce

### Skandál 2012
11. července 2012 musela FIFA z nařízení švýcarského nejvyššího soudu zveřejnit dokumenty, podle kterých bývalý prezident FIFA Joao Havelange a bývalý člen výkonného výboru Ricardo Teixeira brali v 90. letech 20. století úplatky spojené prodejem televizních práv na přenosy z fotbalového mistrovství světa. Teixeira získal od někdejšího marketingového partnera FIFA společnosti ISL v letech 1992 až 1997 nejméně 12,74 milionu švýcarských franků. Havelange v roce 1997 obdržel 1,5 milionu franků. FIFA původně chtěla uveřejnění dokumentu soudní cestou zabránit, ale v prosinci 2011 změnila názor.

### Skandály 2015
V květnu 2015 bylo americkými a švýcarskými úřady obviněno 5 sportovních marketingových manažerů a 9 vysokých funkcionářů FIFA, kromě jiného z korupce, vydírání, defraudace či praní špinavých peněz. Mezi obviněným byli viceprezidenti FIFA Jeffrey Webb z Kajmanských ostrovů a Eugenio Figueredo z Uruguaye. Obvinění se týká získání vysílacích a marketingových práva na mistrovství CONCACAF, volby předsedy FIFA v roce 2011 a pořadatelství mistrovství světa ve fotbale v letech 2010, 2018 a 2022. Čtrnáct obviněných se mělo nezákonně obohatit o miliony dolarů, celkově úplatky měly přesáhnout 100 milionů dolarů.
Při výslechu po svém vydání ze Švýcarska se bývalý viceprezident FIFA Figueredo přiznal k dlouholeté a rozsáhlé korupci. Podle státního zástupce Juana Gómeze přiznal, že na úplatcích získal „velké sumy peněz“ v souvislosti s poskytováním marketingových a vysílacích práv a odhalil rozsáhlou korupční síť uvnitř CONMEBOL, na které se podílelo minimálně deset prezidentů národních fotbalových svazů jihoamerických zemí.
V prosinci 2015 etická komise FIFA udělila zákaz činnost ve fotbale po dobu 8 let a pokutu 50 tisíc švýcarských franků za korupci bývalému prezidentovi FIFA Seppu Blatterovi za to, že v roce 2011 předal 2 miliony švýcarských franků předsedovi UEFA Michelu Platinimu. Údajně mělo jít o odměnu za poradenskou činnost, na kterou však neexistuje písemná smlouva.
V červnu 2017 bylo odhaleno, že do korupčního skandálu FIFA byli zapleteni i princ William a britský premiér David Cameron.